# Đường Hoa
Đường Hoa là một xã thuộc tỉnh Quảng Ninh, Việt Nam.

## Địa lý
Xã Đường Hoa nằm ở phía nam huyện Hải Hà, có vị trí địa lý:
- Phía đông giáp xã Quảng Long và xã Quảng Phong
- Phía tây và phía nam giáp huyện Đầm Hà
- Phía bắc giáp xã Quảng Sơn.

Xã Đường Hoa có diện tích 47,64 km², dân số năm 2018 là 6.445 người, mật độ dân số đạt 135 người/km².

## Lịch sử
Địa bàn xã Đường Hoa hiện nay trước đây vốn là hai xã Đường Hoa và Tiến Tới.
Ngày 12 tháng 6 năm 2006, Chính phủ ban hành Nghị định số 58/2006/NĐ-CP. Theo đó, điều chỉnh 30 ha diện tích tự nhiên và 432 người của xã Tiến Tới về xã Quảng Phong quản lý.
Sau khi điều chỉnh địa giới hành chính, xã Tiến Tới còn lại 396,0 ha diện tích tự nhiên và 1.541 người.
Trước khi sáp nhập, xã Đường Hoa có diện tích 45,08 km², dân số là 3.988 người, mật độ dân số đạt 88 người/km², gồm 9 thôn: 1, 2, 3, 4, 5, 6, 7, 8, 9. Xã Tiến Tới có diện tích 2,56 km², dân số là 2.457 người, mật độ dân số đạt 960 người/km², gồm 3 thôn: 1, 2, 3.
Ngày 17 tháng 12 năm 2019, Ủy ban thường vụ Quốc hội ban hành Nghị quyết số 837/NQ-UBTVQH14 về việc sắp xếp các đơn vị hành chính cấp huyện, cấp xã thuộc tỉnh Quảng Ninh (nghị quyết có hiệu lực từ ngày 1 tháng 1 năm 2020). Theo đó, sáp nhập toàn bộ diện tích và dân số của xã Tiến Tới vào xã Đường Hoa.
Ngày 31 tháng 3 năm 2020, đổi tên ba thôn: 1, 2, 3 (trước đó thuộc xã Tiến Tới cũ) thành 3 thôn: Tiến Tới, Đại Quang, Cái Tó.

## Hành chính
Xã Đường Hoa được chia thành 12 thôn: 1, 2, 3, 4, 5, 6, 7, 8, 9, Cái Tó, Đại Quang, Tiến Tới.